# Danny the Dog
Danny the Dog (también conocida como Unleashed y Desencadenado o La bestia en español) es una película perteneciente al género de acción estrenada en 2005, dirigida por Louis Leterrier y protagonizada por el actor Jet Li. Su rodaje se llevó a cabo en Glasgow (Escocia).

## Argumento
Danny (Jet Li) es un esclavo que sirve como luchador del bajo mundo de las peleas ilegales, que es tratado y entrenado como un perro por su dueño Bart (Bob Hoskins). Después de un accidente Danny es abandonado a su suerte en un mundo que él desconoce completamente, para luego ser rescatado por un simple reparador de pianos ciego llamado Sam (Morgan Freeman). Este le ayudará a recuperar parte de su humanidad perdida y librarse de su oscuro pasado.

## Recepción
La película ha sido una de las mejores recibidas por los críticos especializados en toda la filmografía del actor asiático Jet Li. La película logró recaudar aproximadamente 50 millones de dólares a nivel mundial, 24 de ellos en la taquilla estadounidense. 

## Banda sonora
La banda sonora estuvo a cargo del grupo británico de trip-hop, Massive Attack. El filme cuenta con un disco propio lanzado en 2004 y relanzado en 2005 por la discográfica Virgin Records.